# Sottoceneri
Als Sottoceneri wird der südliche Teil des Schweizer Kantons Tessin bezeichnet, im Gegensatz zum nördlichen Teil Sopraceneri. Der Name Sottoceneri bedeutet «unterhalb des Monte Ceneri», des Höhenzuges, der die Magadinoebene vom Vedeggiotal trennt. Zum Sottoceneri gehören die Bezirke Lugano und Mendrisio (letzterer auch als Mendrisiotto bezeichnet).

## Geologie
Die Böden sind hier vorwiegend kalkhaltig und bestehen aus alkalischer und tonhaltiger Erde. Das Klima ist mild und beinahe schon mediterran.